# Горский сельсовет (Краснопольский район)
Го́рский сельсовет — административная единица на территории Краснопольского района Могилёвской области Белоруссии.

## Состав
Горский сельсовет включает 16 населённых пунктов:
- Артехов — деревня.
- Бирюли — деревня.
- Веселый — посёлок.
- Горенка — деревня.
- Горы — агрогородок.
- Грибы — деревня.
- Дерновая — деревня.
- Дубровка — деревня.
- Ковпита — посёлок.
- Ленина — агрогородок.
- Некрасов — посёлок.
- Новый Свет — посёлок.
- Полядки — посёлок.
- Романов — деревня.
- Средний — посёлок.
- Стайки — деревня.

Упразднённые населённые пункты на территории сельсовета:
- Загоренье
- Кирова